# 滿洲國軍服
滿洲國軍服，是滿洲國軍從1937年起開始制定的正式的軍服。

## 背景
1932年4月設立的滿洲國軍至1937年前並沒有制定正式的軍服，這是因為滿洲國軍是由奉系軍閥東北軍殘餘部隊以關東軍為顧問整合而成，將兵皆著用過去軍閥時代的軍服。而因地域關係，舊東北軍軍服受到舊日本陸軍軍服的影響較大，因外型相似而較無違和感。

## 概要
滿洲國軍的軍服由1937年5月12日正式制定，由於滿洲國軍實際上受到關東軍的控制，其軍服也理所當然的仿效舊日本陸軍。無論帶革採用斜革、軍衣的胸與腰擁有口袋、正衣袖章的設計、正肩章與正帽等也繼承了其獨自的特色。軍帽、戰鬥帽的帽章也為舊日本陸軍的五芒星型，使用滿洲國國旗的黃、黑、白、青、赤色的五色章。

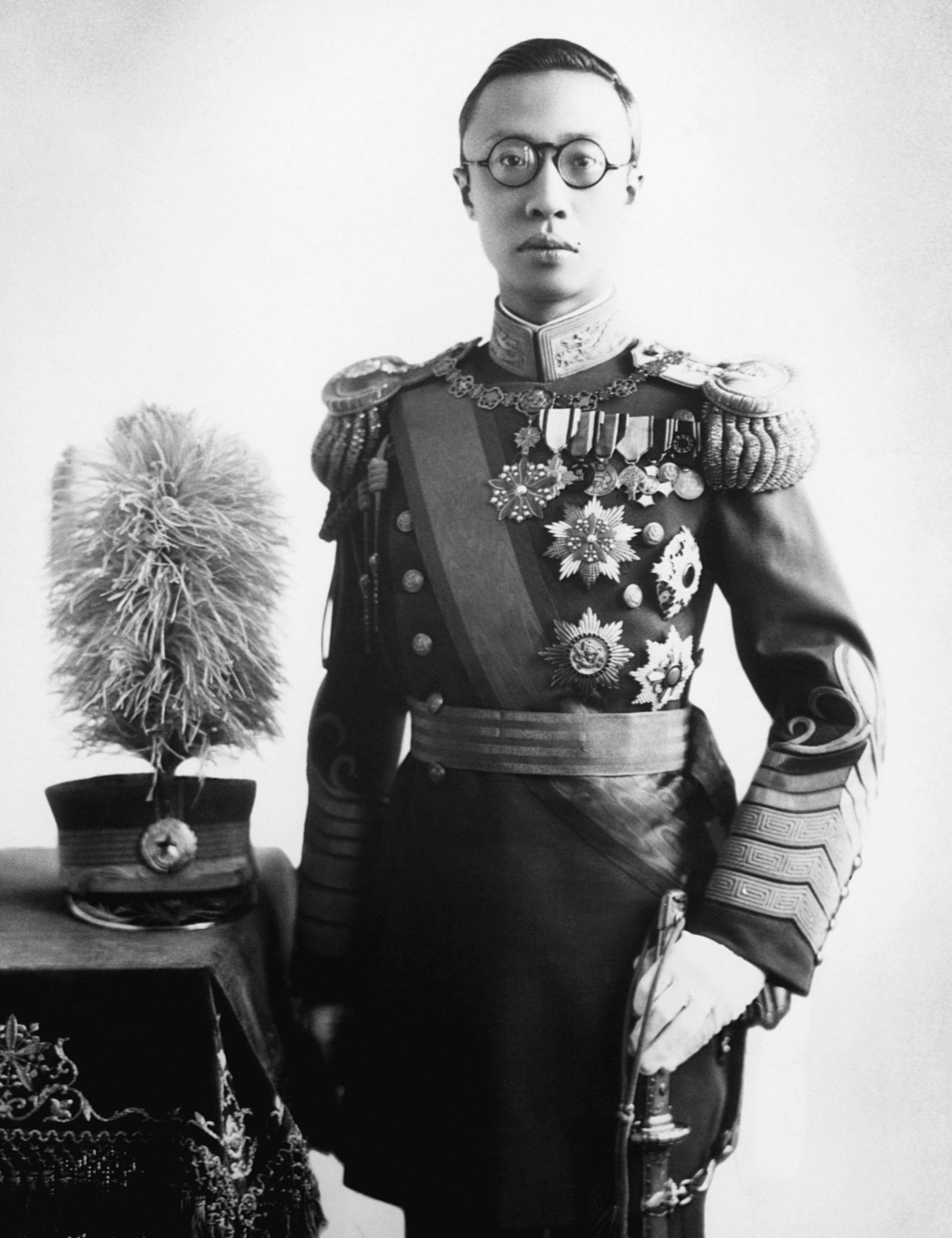
穿著滿洲國軍大元帥服的愛新覺羅溥儀
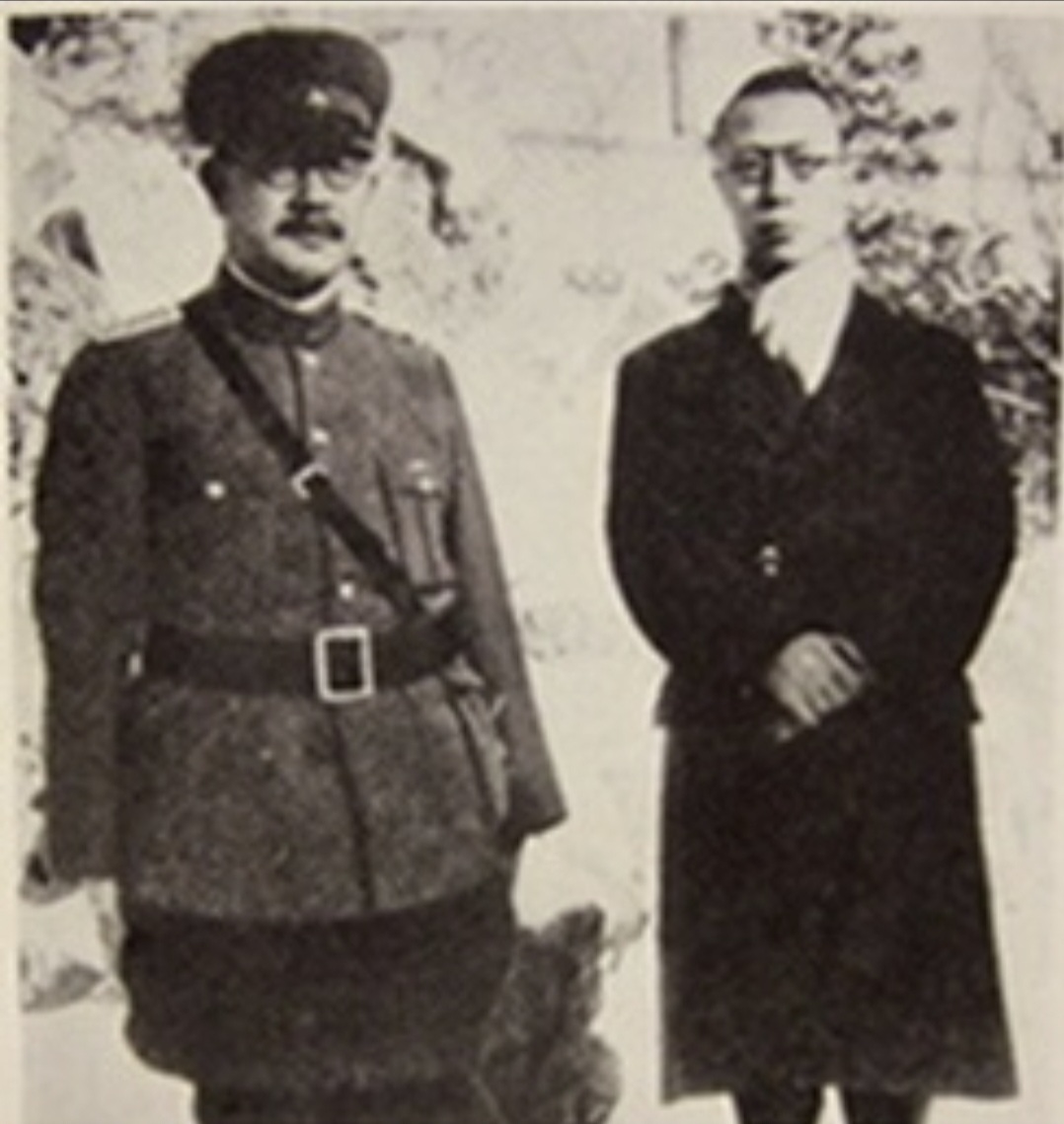
愛新覺羅溥儀與滿洲國陸軍中將工藤忠
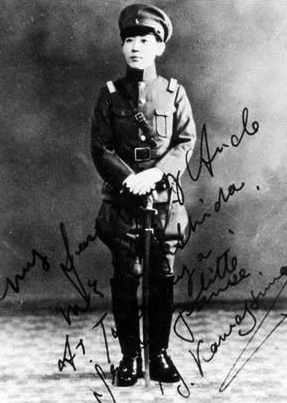
穿著軍服的川島芳子
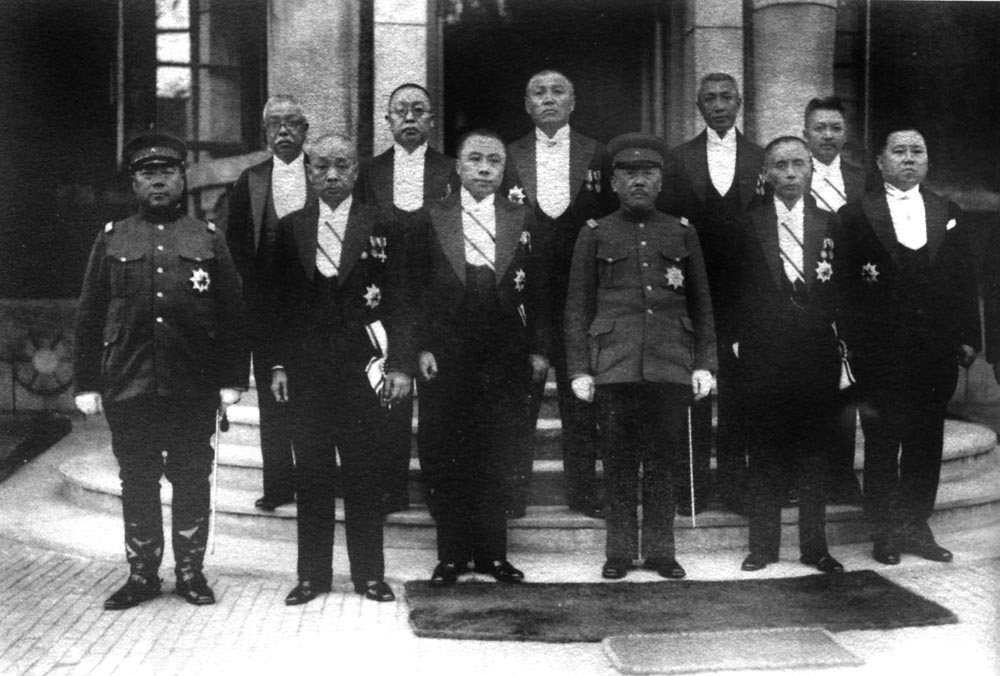
滿洲國閣僚軍人
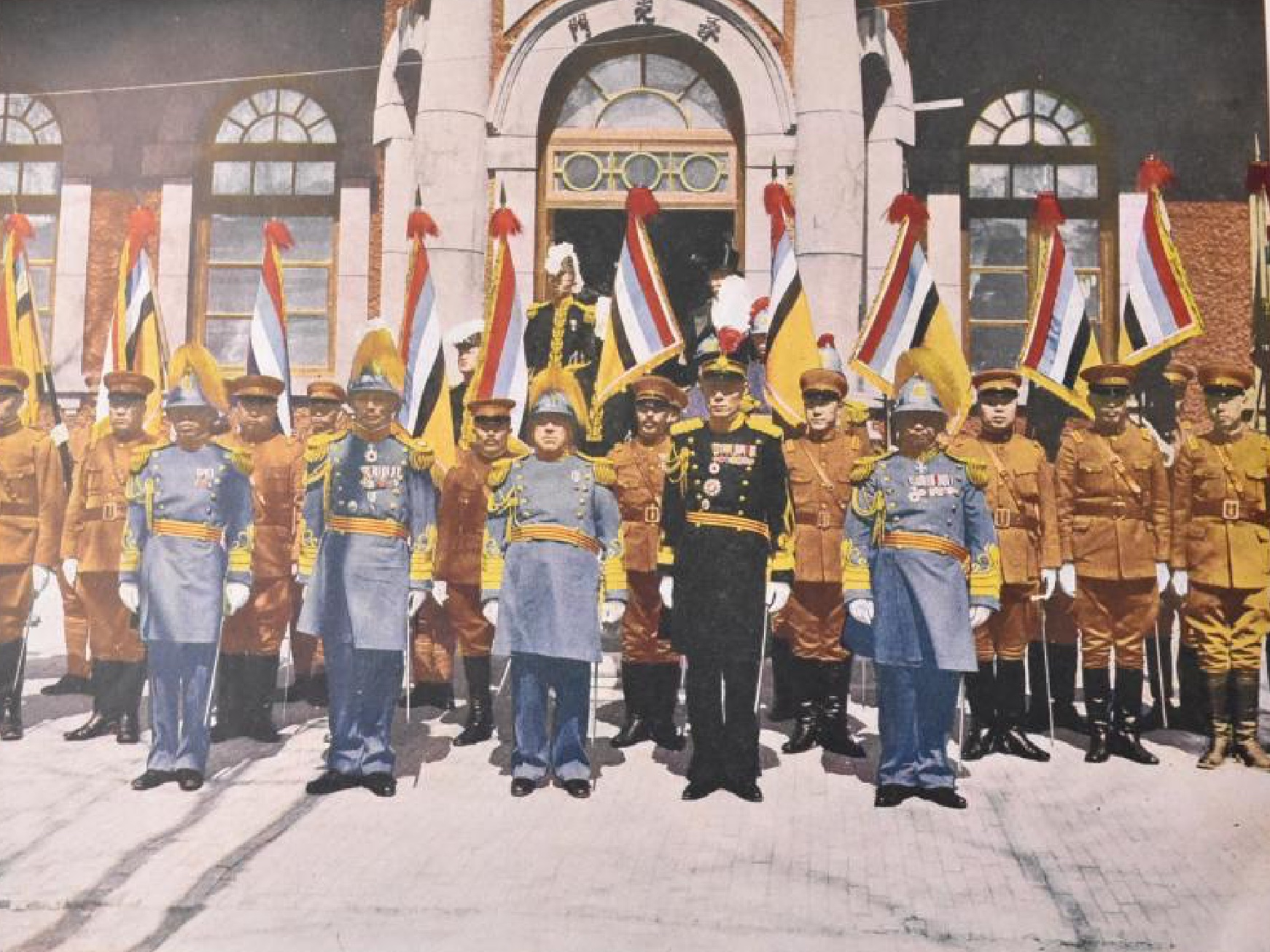
將校們的合照
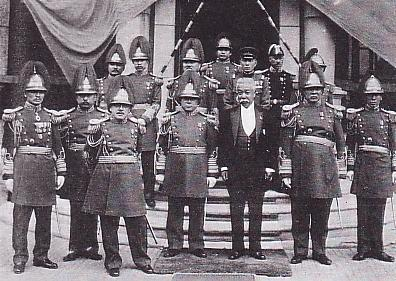
將校們的合照
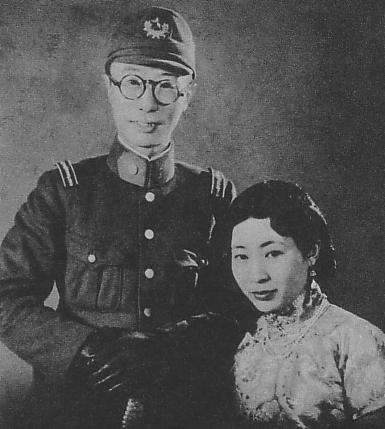
帶著略帽的尉官愛新覺羅溥傑（左立者）
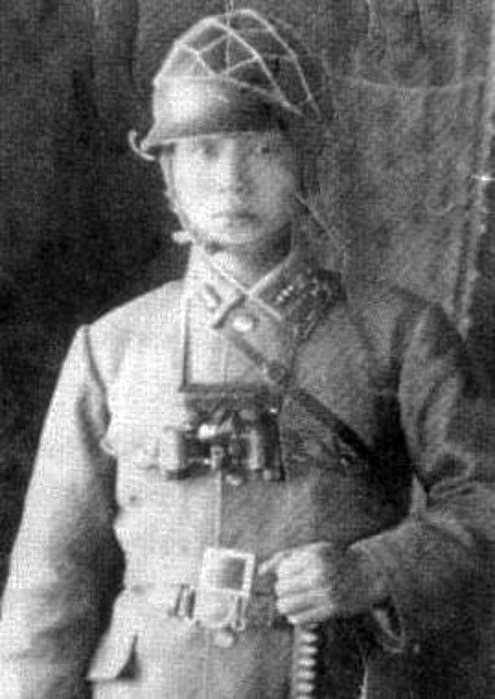
滿洲國軍見習士官朴正熙
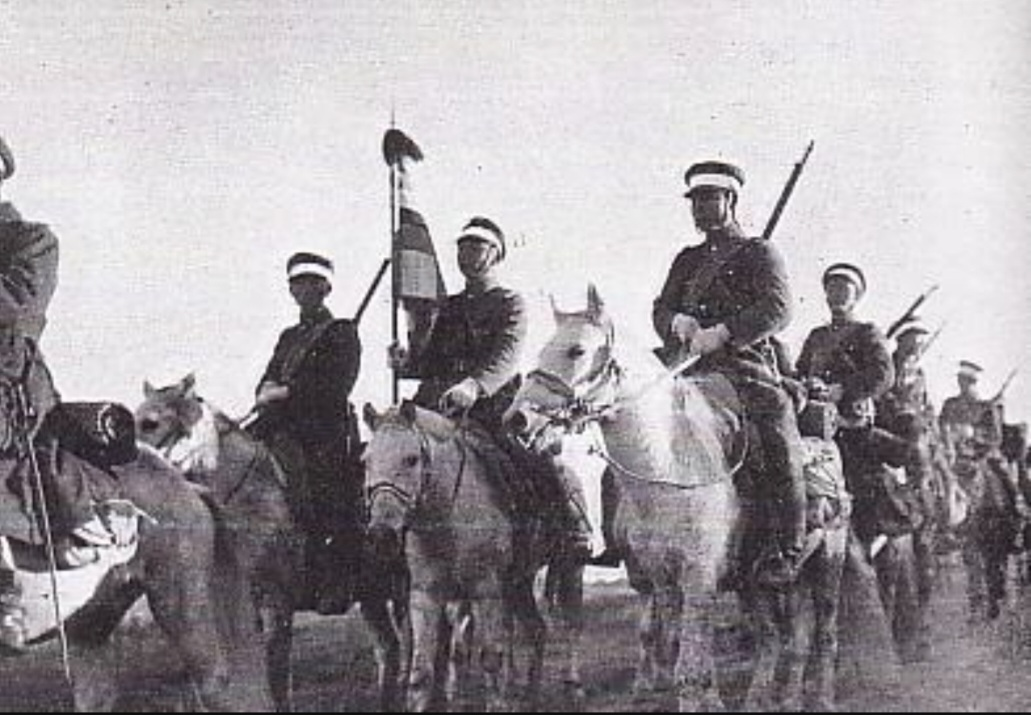
騎兵
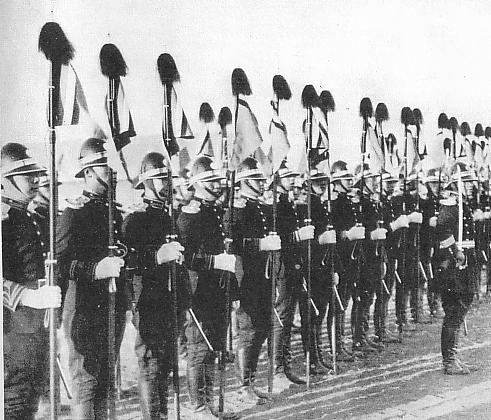
儀杖隊
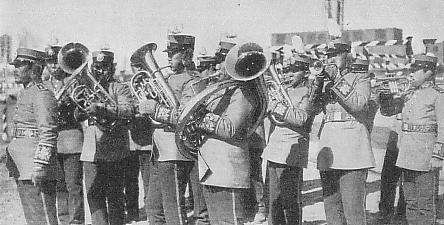
軍樂隊
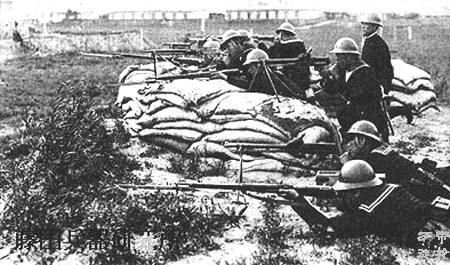
江防艦隊水兵
满洲国的五芒星帽章